# Eparchie klincovská
Eparchie klincovská je eparchie ruské pravoslavné církve nacházející se v Rusku.

## Území a titul biskupa
Zahrnuje správní hranice území Gordějevského, Zlynkovského, Kletňanského, Klimovského, Klincovského, Krasnogorského, Mglinského, Novozybkovského, Pogarského, Počepského, Starodubského, Suražského, Trubčevského a Uněčského rajónu Brjanské oblasti.
Eparchiálnímu biskupovi náleží titul biskup klincovský a trubčevský.

## Historie
Eparchie byla zřízena rozhodnutím Svatého synodu dne 29. května 2013 oddělením území z brjanské eparchie. Obě dvě eparchie se staly součástí nově vzniklé brjanské metropole.
Prvním eparchiálním biskupem se stal archimandrita Sergij (Bulatnikov), duchovní brjanské eparchie.

## Seznam biskupů
- 2013–2014 Sergij (Bulatnikov)
- 2014–2015 Alexandr (Agrikov), dočasný administrátor
- od 2015 Vladimir (Novikov)